# Армстронг, Аарон
Аарон Армстронг (англ. Aaron Armstrong; род. 14 октября 1977) — тринидадский легкоатлет, олимпийский медалист.

## Биография
Армстронг учился в Университете Флориды в Гейнсвилле, штат Флорида, где он баллотировался в легкоатлетическую команду Florida Gators на соревнованиях NCAA. Одно из его первых международных медальных выступлений состоялось на чемпионате Центральной Америки и Карибского бассейна 2005 года: он выиграл серебряную медаль на дистанции 200 метров, уступив Усейну Болту и помог команде Тринидада и Тобаго завоевать золотую медаль в эстафете 4х100 метров. Он дошел до четвертьфинала на дистанции 200 метров на чемпионате мира по легкой атлетике 2005 года и занял шестое место в финале чемпионата мира по легкой атлетике ИААФ 2005 года.
Он был выбран для представления своей страны на Играх Содружества 2006 года и занял пятое место в финале на дистанции 200 метров. Он помог своей стране сохранить титул чемпиона в эстафете на чемпионате Центральной Америки и Карибского бассейна 2008 года, но уступил свое место в индивидуальных соревнованиях своим национальным соперникам Эммануэлю Каллендеру и Ронделю Соррилло (которые выиграли золото и серебро).
Армстронг представлял Тринидад и Тобаго на летних Олимпийских играх 2008 года в Пекине. Он участвовал в эстафете 4х100 метров вместе с Марком Бернсом, Кестоном Бледманом и Ричардом Томпсоном. Он также принял участие в индивидуальной гонке на 200 метров, финишировав первым в своем первом круге с результатом 20,57 секунды. С 20,58 секундами во втором раунде он занял лишь пятое место в своем заплыве, чего было недостаточно для выхода в полуфинал.